# Rostro asado
El rostro asado es un platillo típico de la gastronomía de Bolivia, del departamento de Oruro.

## Ingredientes
El principal ingrediente de este platillo es la cabeza de cordero, el cual a veces se sirve incluso con lana. A la cabeza la suelen acompañan pan y llajua, y a veces papa, arroz, ensalada y caldo.

## Historia y consumo
Se dice que el origen del rostro asado se remonta a la época colonial, pues en ese entonces los indígenas comercializaban carne de cordero pero se quedaban con la cabeza y, para no desperdiciar esta parte del animal, la cocinaban en hornos de panaderías y la comercializaban en la madrugada. 
Si bien muchas personas se muestran reacias a comer este platillo, sobre todo por su apariencia, es muy consumido en la ciudad de Oruro.
El 8 de febrero de 2012 el rostro asado fue declarado como patrimonio del departamento de Oruro, junto a otros platos como el charquecán.